# PUCP-Sat-1

Emblema do projeto PUCP-Sat-1.

PUCP-Sat-1, é a designação de um projeto espacial peruano, constituído por dois satélites: o CubeSat PUCP-Sat-1 propriamente dito pesando 1,240 kg carregando um femtossatélite de 97 gramas designado como Pocket-PUCP a ser liberado quando o principal estiver em órbita.

## Imagens
- Os satélites do projeto PUCP-Sat-1
- Diagrama dos componentes do projeto PUCP-Sat-1
- Componentes, equipe e foguete do projeto PUCP-Sat-1